# Bisporella
Bisporella is een geslacht van schimmels behorend tot de familie Helotiaceae. De typesoort is Bisporella monilifera.

## Soorten
Volgens Index Fungorum telt dit geslacht 28 soorten (peildatum december 2023):
| Soortnaam                                         | Auteur(s)                                 | Publicatiejaar |
| ------------------------------------------------- | ----------------------------------------- | -------------- |
| Bisporella aesculi                                | Arendh. & R. Sharma                       | 1983           |
| Bisporella allantospora                           | Raitv. & M.P. Sharma                      | 1984           |
| Bisporella calycellinoides                        | R. Sharma & Korf                          | 1982           |
| Bisporella filiformis                             | W.Y. Zhuang & F. Ren                      | 2017           |
| Bisporella fuegiana                               | (Speg.) Gamundí                           | 1998           |
| Bisporella fuscocincta                            | (Graddon) Dennis                          | 1978           |
| Bisporella hubeiensis                             | H.D. Zheng & W.Y. Zhuang                  | 2017           |
| Bisporella hypostroma                             | Arendh. & R. Sharma                       | 1983           |
| Bisporella iodocyanescens                         | Korf & Bujak.                             | 1985           |
| Bisporella macra                                  | Svrček                                    | 1977           |
| Bisporella magnispora                             | W.Y. Zhuang & H.D. Zheng                  | 2017           |
| Bisporella maireana                               | (Rehm) R. Galán                           | 1993           |
| Bisporella monilifera                             | (Fuckel) Sacc.                            | 1884           |
| Bisporella montana                                | W.Y. Zhuang & H.D. Zheng                  | 2017           |
| Bisporella nannfeldtii                            | Svrček                                    | 1990           |
| Bisporella oritis                                 | G.W. Beaton                               | 1978           |
| Bisporella pallescens (Crème schijfzwammetje)     | (Pers.) S.E. Carp. & Korf                 | 1974           |
| Bisporella polygoni                               | (Velen.) S.E. Carp.                       | 1981           |
| Bisporella pteridicola                            | F. Ren & W.Y. Zhuang                      | 2017           |
| Bisporella resinicola                             | (Baranyay & A. Funk) S.E. Carp. & Seifert | 1987           |
| Bisporella rubescens                              | (Saut.) S.E. Carp.                        | 1981           |
| Bisporella schusteri                              | Gamundí                                   | 1998           |
| Bisporella shangrilana                            | W.Y. Zhuang & H.D. Zheng                  | 2017           |
| Bisporella sinica                                 | W.Y. Zhuang                               | 2017           |
| Bisporella strumosa                               | (Ellis & Everh.) Korf                     | 1974           |
| Bisporella subpallida (Geelbruin schijfzwammetje) | (Rehm) Dennis                             | 1978           |
| Bisporella tetraspora                             | (Feltgen) S.E. Carp.                      | 1981           |
| Bisporella triseptata                             | (Dennis) S.E. Carp. & Dumont              | 1978           |